# Clemens August von Westphalen zu Fürstenberg
Clemens August Reichsgraf von Westphalen zu Fürstenberg (* 4. Dezember 1805 in Frankfurt am Main; † 10. April 1885 auf Schloss Laer bei Meschede) war ein deutscher Fideikommissherr und Politiker.

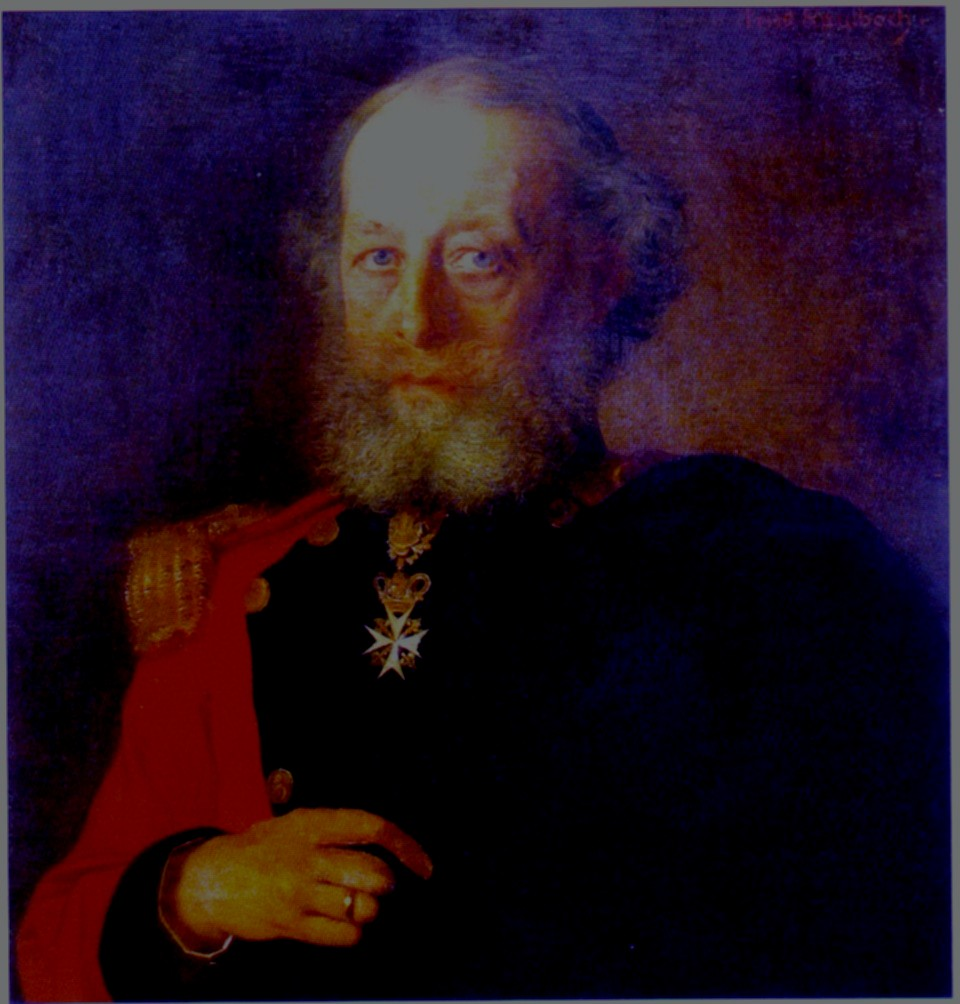
Clemens August Reichsgraf von Westphalen zu Fürstenberg

## Herkunft und Familie
Von Westphalen entstammte einer adeligen Familie, die im 17. Jahrhundert in den Grafenstand erhoben wurde. Die Herren von Westfalen hatten seit langem eines der Hofämter beim Fürstbischof von Paderborn inne und führten auch nach der Säkularisation weiter den Titel eines „Erbküchenmeisters des Fürstentums Paderborn.“ Im 18. Jahrhundert gewann das Geschlecht über den Kreis des Landadels im Sauerland hinaus Bedeutung. So wurde Friedrich Wilhelm von Westphalen 1763 zum Fürstbischof von Hildesheim und später auch von Paderborn gewählt. Clemens August von Westphalen (1753–1818) war lange Jahre kaiserlicher Gesandter im Range eines Ministers an den Höfen der rheinischen Kurfürsten und bei den Landesherren in Westfalen und am Niederrhein. Von Kaiser Leopold II. wurde dieser für seine Verdienste in den Reichsgrafenstand erhoben. Auch die Söhne des ersten Reichsgrafen hielten an der Bindung zu Österreich fest.
Der jüngere Clemens August war Sohn Friedrich Wilhelms von Westphalen (1780–1809) und dessen Ehefrau Elisabeth Anna von Thun und Hohenstein (1783–1860). Nach der Geburt in Frankfurt wuchs Clemens August vorwiegend auf Schloss Fürstenberg und im Schloss Laer bei seinem Großvater auf. Seit 1816 erhielt er Unterricht von einem Privatlehrer und lebte überwiegend in Frankfurt. Nach dem Tod seines gleichnamigen Großvaters erbte Clemens August von ihm fast den gesamten Besitz mit Ausnahme der Frankfurter Besitzungen. Dieser Besitz wurde bis zur Volljährigkeit von einem Vormund verwaltet. Er umfasste etwa 13.000 ha Land unter anderem im Kreis Meschede. Clemens August studierte zunächst an der Reichsuniversität Löwen Rechtswissenschaften, später auch in Göttingen und Berlin.
Nach dem Ende des Studiums arbeitete von Westphalen zunächst 1828 als Referendar am Oberlandesgericht in Münster und galt als gesuchte Partie für die Töchter aus den höheren Kreisen der Stadt. Seine Heiratsentscheidung war allerdings unkonventionell, wie Annette von Droste-Hülshoff in einem Brief schilderte: „Ein junger Graf von Westphalen, der diesen Winter eine bedeutende Rolle gespielt hat, hauptsächlich seines Geldes wegen, da er 60.000 Reichstaler Revenuen besitzt, hat sich durch keine unserer jungen Schönheiten wohl fesseln lassen, sondern stattdessen – er ist erst 24 Jahre alt – den Schüler, Zögling und achtungsvollen Bewunderer der Gräfin Kunigunde Aicholt (…). Niemand dachte darüber nach, da Kunigunde bekanntlich bereits über dreißig ist, bis vor einigen Tagen die Verlobung der beiden bekannt gegeben wird“. Selbst der Oberpräsident Ludwig von Vincke und Reichsfreiherr vom Stein drückten darüber ihr Missfallen aus.
Am 22. April 1829 heiratete er seine erste Ehefrau Kunigunde Gräfin von Aichholt (1798–1843) und am 14. April 1863 seine zweite Ehefrau Cäcilie Gräfin Lucchesini (1834–1909).
Söhne aus der ersten Ehe:
- Friedrich (1830–1900) ⚭ 1863 Rosine Gräfin Czernini von Chudenitz (1837–1904)
- Joseph (1831–1894) ⚭ 1864 Katharina Friedberg (1838–1901)

Söhne aus der zweiten Ehe:
- Franz (1864–1930) ⚭ 1895 Lidwine Freiin und Edle Herrin von und zu Eltz-Rübenach (* 1870)
- Johannes (* 1868)
- Lubbert (1872–1932) ⚭ 1901 Luise Gräfin von Frankenberg und Ludwigsdorf (1879–1941)
- Otto (1875–1927) ⚭ 1906 Wilhelmine Freiin von Haxthausen (1882–1920)

Westphalen war Ritter des Malteserordens und an der Wiedergründung des deutschen Ordenszweiges durch August von Haxthausen beteiligt.

## Öffentliches Wirken
Im Jahr 1834 wird von Westphalen vom Kreistag des Kreises Meschede zum Landrat gewählt und siedelt ganz nach Schloss Laer über. Entgegen seinen Hoffnungen konnte er keine wirkliche eigenständige Rolle als Landrat spielen, da die Handlungen der Landräte vom Regierungspräsidenten in Arnsberg genau überwacht wurden. Enttäuscht beantragte der Graf die Entlassung aus dem Staatsdienst, was ihm 1839 auch gewährt wird. Im selben Jahr besuchte der Kronprinz (der spätere König Friedrich Wilhelm IV.) den Grafen und übernachtete auf Schloss Laer. Von Westphalen hatte als Majordomus der gräflich von Westphalenschen Güter eine Virilstimme (d. h. eine Einzelstimme als Mitglied des Hochadels) beim Westfälischen Provinziallandtag. Allerdings nahm von Westphalen die damit verbundenen Verpflichtungen lange Zeit nicht ernst und ließ sich bei den Sitzungen vertreten, bis König Friedrich Wilhelm IV. 1843 anordnete, dass er zukünftig persönlich zu erscheinen hätte.
Während der Kölner Wirren nahm von Westphalen demonstrativ Partei für den von der preußischen Regierung inhaftierten Kölner Erzbischof Clemens August Droste zu Vischering als er den Gefangenen bat, Pate seines Sohnes zu werden. Außerdem besuchte er den Erzbischof regelmäßig während dessen Haft in Minden. Dabei spielte allerdings auch eine verwandtschaftliche Beziehung von Seiten Kunigundes eine Rolle. Nach der Thronbesteigung von Friedrich Wilhelm IV. hofft man im katholischen westfälischen Adel auf ein Ende der Inhaftierung, eine entsprechende Bitte scheitert auf dem Landtag von 1841 allerdings am Widerstand des protestantischen Adels und der Städtevertreter. Von Westphalen reiste dennoch nach Berlin und sprach in der Sache des Erzbischofs mit dem König, der sich von diesem unter Druck gesetzt fühlte und das Ansinnen zurückwies. Verärgert kehrte der Graf zurück und verkündete in der Öffentlichkeit auswandern zu wollen, da er sich außerstande sehe dem König in seinem Lande zu dienen. Tatsächlich zog die Familie auf ein Gut im Herzogtum Nassau um. Nach dem Ende der Kölner Wirren im selben Jahr lud der König den Grafen wieder freundlich ein, nach Preußen zurückzukehren. Dazu kam es allerdings nicht, da die Familie nach Mailand ging, um dort ein Krebsleiden der Gräfin behandeln zu lassen. Erst nach deren Tod 1843 kehrte von Wesphalen zurück und musste wegen seiner zeitweiligen Ausbürgerung seinen Lehnseid erneut ablegen. Dies wurde in der katholischen Öffentlichkeit des Rheinlandes und Westfalens als bewusster Versuch der Demütigung aufgefasst und hat dem sich nach den Kölner Wirren regenden politischen Katholizismus weiter Auftrieb gegeben.
Im Jahr 1846 wurde von Westphalen dann Mitakteur in der „Affäre Hatzfeld“, einer Scheidungssache Sophie von Hatzfeldt und ihrem Mann. Das Verfahren war am Landgericht Arnsberg anhängig. Anwalt von Sophie von Hatzfeld war Ferdinand Lassalle. Von Westphalen mischte sich in die Angelegenheit ein. Während es Lassalle um eine juristische Entscheidung ging, versuchte der Graf aus Sorge um den Ansehensverlust des Adels die Angelegenheit außergerichtlich zu klären. Der Kontakt zu Lassalle hielt trotz unterschiedlicher politischer Standpunkte bis in die 1860er Jahre an.
Zu Beginn der Revolution von 1848 kam es in Westfalen zu Bauernunruhen, in dessen Verlauf die Bewohner von Fürstenberg am 25. März 1848 das dortige Schloss des Grafen zerstörten und das Archiv vernichtet, als dieser nicht auf deren Forderungen eingehen wollte. Preußisches Militär rückte bereits einen Tag später in Fürstenberg ein und verhaftete 150 Bewohner, die ins Gefängnis nach Arnsberg gebracht wurden.
In den 1850er Jahren nahm von Westphalen wieder regelmäßig am Westfälischen Provinziallandtag in Münster teil. Im Jahr 1858 wurde er erstmals zum Landtagsmarschall der Versammlung gewählt. Dieses Amt übte der Graf bis 1865 regelmäßig aus. Außerdem war er nunmehr auch Mitglied des preußischen Herrenhauses. Bei einem der Aufenthalte in Berlin lernte von Westphalen die viele Jahre jüngere Gräfin Cäcilie Lucchesini kennen und heiratete sie. Aus der Ehe sind die Kinder  Otto, Landrat im Kreis Lüdinghausen und Franz, Landrat im Kreis Münster hervorgegangen.  Politisch stand der Graf in den 1860er Jahren den Liberalen kritisch gegenüber und war in Hinblick auf die deutsche Einigung Anhänger einer großdeutschen Lösung. Daher nahm er 1862 auch an der Gründung des Deutschen Reformvereins teil. Von Anfang an kritisch sah er die Berufung von Otto von Bismarck zum Ministerpräsidenten. Während des Krieges von 1866 stand der preußische Untertan von Westphalen dann offen auf Seiten Österreichs. Nach dem Sieg Preußens kündigte der Graf dem König von Preußen seinen Lehnseid öffentlich auf und warf ihm die Zerstörung des Deutschen Bundes vor. Bismarck hat Pläne zu einem Verfahren wegen Majestätsbeleidigung verhindert, um eine lange juristische Auseinandersetzung mit möglicherweise negativen Folgen zu vermeiden. Die Affäre wurde daraufhin beigelegt. Allerdings nahm von Westphalen seinen erblichen Sitz im Herrenhaus aus Protest nicht mehr ein. Stattdessen opponierte er von Westfalen aus weiter gegen den Ministerpräsidenten. Zum Westfälischen Provinziallandtag von 1868 hatte er keine Einladung erhalten, nahm aber dennoch an der ersten Sitzung teil, ohne dass dagegen Widerstand in der Versammlung aufgekommen wäre. Erst auf Anweisung des Innenministers Friedrich Albrecht zu Eulenburg wurde von Westphalen endgültig vom Landtag ausgeschlossen. Während des Kulturkampfs stand Westphalen bis zu seinem Tod in engem brieflichen Kontakt zu Erzbischof Wilhelm Emmanuel von Ketteler.
Allerdings war er auch ein Kritiker des päpstlichen Unfehbarkeitsdogmas. Er veröffentlichte kurz vor seinem Tod sogar einer Schrift "Wider das Dogma von der Unfehlbarkeit des Papstes." Die Schrift wurde von der Familie aufgekauft, um einen Skandal zu vermeiden. Dem Grafen war eine Beerdigung in Meschede verweigert worden, so dass er in Kulm beerdigt wurde.